# Otter Lake, Saskatchewan
Otter Lake är en sjö i Kanada.   Den ligger i provinsen Saskatchewan, i den centrala delen av landet, 2 300 km nordväst om huvudstaden Ottawa. Otter Lake ligger 344 meter över havet.
Trakten runt Otter Lake är nära nog obefolkad, med mindre än två invånare per kvadratkilometer.